# Alf – Erinnerungen an Melmac
Alf – Erinnerungen an Melmac (Originaltitel: ALF: The Animated Series) ist eine US-amerikanische Zeichentrickserie, die von 1987 bis 1989 auf dem US-Fernsehsender NBC lief. Gordon Shumway alias Alf ist der Protagonist der Zeichentrickserie.

## Hintergrund
Die Zeichentrickserie Alf – Erinnerungen an Melmac ist als Prequel zur Fernsehserie Alf entwickelt worden und zeigt sein ursprüngliches Leben auf seinem Heimatplaneten Melmac. ALF ist eine Abkürzung für Alien Life Form (Deutsch: Außerirdische Lebensform). Der Protagonist heißt auf seinem Heimatplaneten Melmac Gordon Shumway. Von seinen Freunden, Rick und Skip, wird er auch Gordo genannt. Im englischen Original wird jede Episode von dem „realen“ Alf eingeleitet und beendet, indem er Fanpost vorliest, in der er die Fragen beantwortet, wie einst sein Leben auf Melmac war.
In Deutschland war lediglich die Folge Drei Männer und ein Boot als VHS erhältlich.

## Besetzung und Synchronisation
Das Dialogbuch, sowie die Dialogregie übernahm Siegfried Rabe, welcher bereits für Serien wie Alf, Die Simpsons und Es war einmal … der Mensch in gleicher Funktion verantwortlich war.
| Rolle                | Englischer Synchronsprecher | Deutscher Synchronsprecher                     |
| -------------------- | --------------------------- | ---------------------------------------------- |
| Gordon Shumway / ALF | Paul Fusco                  | Tommi Piper                                    |
| Augie                | Paulina Gillis              | Sabine Bohlmann                                |
| Bob                  | Thick Wilson                | Gernot Duda                                    |
| Curtis               | Michael Fantini             | Dirk Meyer                                     |
| Flo                  | Peggy Mahon                 | Dagmar Heller                                  |
| Larson Petty         | Thick Wilson                | Fred Maire (1. Stimme) Horst Raspe (2. Stimme) |
| Skip                 | Rob Cowan                   | Gudo Hoegel                                    |

## Episodenliste

### Staffel 1
| Nr. (gesamt) | Nr. (Staffel) | Originaltitel                  | Deutscher Titel                 | Erstausstrahlung (NBC) |
| ------------ | ------------- | ------------------------------ | ------------------------------- | ---------------------- |
| 01           | 01            | Phantom Pilot                  | Der Geisterpilot                | 26. September 1987     |
| 02           | 02            | Hair Today, Bald Tomorrow      | Haarsträubende Geschichten      | 3. Oktober 1987        |
| 03           | 03            | Two For The Brig               | Die zwei im Knast               | 10. Oktober 1987       |
| 04           | 04            | Gordon Ships Out               | Drei Männer und ein Boot        | 24. Oktober 1987       |
| 05           | 05            | Birdman Of Melmac              | Der Vogelmann von Melmac        | 31. Oktober 1987       |
| 06           | 06            | Pismo And The Orbit Gyro       | Pismo hat ’ne Schraube locker   | 7. November 1987       |
| 07           | 07            | 20,000 Years In Driving School | Fahrprüfung mit Hindernissen    | 14. November 1987      |
| 08           | 08            | Pride Of The Shumways          | Der Stolz der Shumways          | 21. November 1987      |
| 09           | 09            | Captain Bobaroo                | Captain Bobaroo                 | 5. Dezember 1987       |
| 10           | 10            | Neep At The Races              | Neep der Höllenhund             | 12. Dezember 1987      |
| 11           | 11            | Salad Wars                     | Salatkriege                     | 19. Dezember 1987      |
| 12           | 12            | Tough Shrimp Don’t Dance       | Die Hummer vom anderen Stern    | 2. Januar 1988         |
| 13           | 13            | Home Away From Home            | Ferien auf den Polyester-Inseln | 16. Januar 1988        |

### Staffel 2
| Nr. (gesamt) | Nr. (Staffel) | Originaltitel                            | Deutscher Titel                 | Erstausstrahlung (NBC) |
| ------------ | ------------- | ---------------------------------------- | ------------------------------- | ---------------------- |
| 14           | 01            | Flodust Memoriese                        | Mutter des Jahrtausends         | 10. September 1988     |
| 15           | 02            | Family Feud                              | Die Familienfehde               | 17. September 1988     |
| 16           | 03            | Clams Never Sang For My Father           | Von ruhmreichen Muschel-Ringern | 24. September 1988     |
| 17           | 04            | A Mid-Goomer Night’s Dream               | Wer glaubt an Goomer?           | 1. Oktober 1988        |
| 18           | 05            | The Bone Losers                          | Im Knochenfieber                | 8. Oktober 1988        |
| 19           | 06            | Thank Gordon For Little Girls            | Das Shum-Ding                   | 15. Oktober 1988       |
| 20           | 07            | Hooray For Mellywood                     | Die Stars von Mellywood         | 29. Oktober 1988       |
| 21           | 08            | The Spy From East Velcro                 | Mein Name ist James Bonzo       | 12. November 1988      |
| 22           | 09            | He Ain’t Seafood, He’s My Brother        | Mein Bruder, der Krabbenkönig   | 19. November 1988      |
| 23           | 10            | Looking For Love In All The Wrong Places | Wo die Liebe hinfällt           | 3. Dezember 1988       |
| 24           | 11            | The Slugs Of Wrath                       | Im Schneckentempo               | 10. Dezember 1988      |
| 25           | 12            | Housesitting For Pokipsi                 | Kristallkugel defekt            | 17. Dezember 1988      |
| 26           | 13            | Skipper’s Got A Brand New Dad            | Vater gesucht                   | 7. Januar 1989         |